# Sabon Birni (Niger)
Sabon Birni ist ein Dorf in der Landgemeinde Tounouga in Niger.

## Geographie
Das von einem traditionellen Ortsvorsteher (chef traditionnel) geleitete Dorf liegt etwa neun Kilometer nordwestlich von Tounouga, dem Hauptort der gleichnamigen Landgemeinde, die zum Departement Gaya in der Region Dosso gehört. Knapp drei Kilometer östlich von Sabon Birni, jenseits des großen Trockentals Dallol Foga, befindet sich ein Grenzübergang zu Nigeria. Auf der anderen Seite der Grenze liegt die Stadt Kamba. Weitere größere Siedlungen in der Umgebung von Sabon Birni sind das rund zehn Kilometer entfernte Dorf Bengou im Norden und die rund zwölf Kilometer entfernte Stadt Gaya im Westen.
Es herrscht das Klima der Sudanzone vor, mit einer durchschnittlichen jährlichen Niederschlagshöhe zwischen 700 und 800 mm. Das Dorf gehört zum 317.520 Hektar großen Feuchtgebiet des Dallol Maouri, das nach der Ramsar-Konvention unter Schutz steht.

## Geschichte
Der Ortsname kommt aus der Sprache Hausa und bedeutet „neue Stadt“.
Bei Untersuchungen im Jahr 1984 wurde bei vielen Kindern im Ort ein Befall mit Saugwürmer-Arten festgestellt: Die Prävalenz bei Schistosoma haematobium unter den 10- bis 13-Jährigen betrug 82 Prozent und die Prävalenz bei Schistosoma mansoni unter den 5- bis 14-Jährigen belief sich auf 24 Prozent. Bei Überschwemmungen im Ort stürzten 56 Häuser im Jahr 2015 und zwei Häuser im Jahr 2019 ein.

## Bevölkerung
Bei der Volkszählung 2012 hatte Sabon Birni 5970 Einwohner, die in 858 Haushalten lebten. Bei der Volkszählung 2001 betrug die Einwohnerzahl 5584 in 715 Haushalten und bei der Volkszählung 1988 belief sich die Einwohnerzahl auf 5397 in 698 Haushalten.

## Wirtschaft und Infrastruktur
Der Markttag in Sabon Birni ist Mittwoch. Wegen der starken Präsenz der nigrischen Zollbehörde in Sabon Birni verkaufen nur wenige Händler aus Nigeria ihre Waren am Markt im Dorf, der infolgedessen unterentwickelt ist. Die Produzenten aus der Gegend fahren zum Verkaufen ihrer Erzeugnisse stattdessen nach Gaya, Malanville, Kamba und zum Marché de Katako in der Hauptstadt Niamey. Die Rônierpalmen-Zone von Sabon Birni erstreckt sich über eine Fläche von 1059 Hektar. Außerdem wird Sesam angebaut.
Mit einem Centre de Santé Intégré (CSI) ist ein Gesundheitszentrum im Dorf vorhanden. Der CEG Sabon Birni ist eine Schule der Sekundarstufe des Typs Collège d’Enseignement Général. Die Niederschlagsmessstation im Ort wurde 1986 in Betrieb genommen.
Durch Sabon Birni führt die 16 Kilometer lange asphaltierte Nationalstraße 8 zwischen der Nationalstraße 7 und der Staatsgrenze zu Nigeria. Die Nationalstraße 8 kreuzt beim Dorf die 22,3 Kilometer lange einfache Landstraße der Route 329 zwischen dem Gemeindehauptort Tounouga und der Gemeinde Bengou.